# Dorotea Turnbull
Dorotea Turnbull es una nadadora argentina que compitió en los Juegos Olímpicos de Londres 1948.
Ganó la medalla de oro en los Juegos Panamericanos de 1951 en los 200 metros estilo pecho, con un tiempo de 3 minutos 8 segundos y 4 décimas. Esta fue la única victoria argentina en ese estilo a nivel continental.